# لوثير (ملك فرنسا)
لوثير (بالفرنسية: Lothaire)‏ هو ملك مملكة الفرنجة الغربية استمرت فترته من 10 أيلول 954م إلى 2 أذار 986م، ولد في سنة 941م بليون في فرنسا، وتوفي في يوم 2 أذار من سنة 986م، ودفن في دير القديس ريمي.